# Cycnoches haagii
Bản mẫu:Unref
Cycnoches haagii là một loài phong lan.
 Tư liệu liên quan tới Cycnoches haagii tại Wikimedia Commons

## Hình ảnh

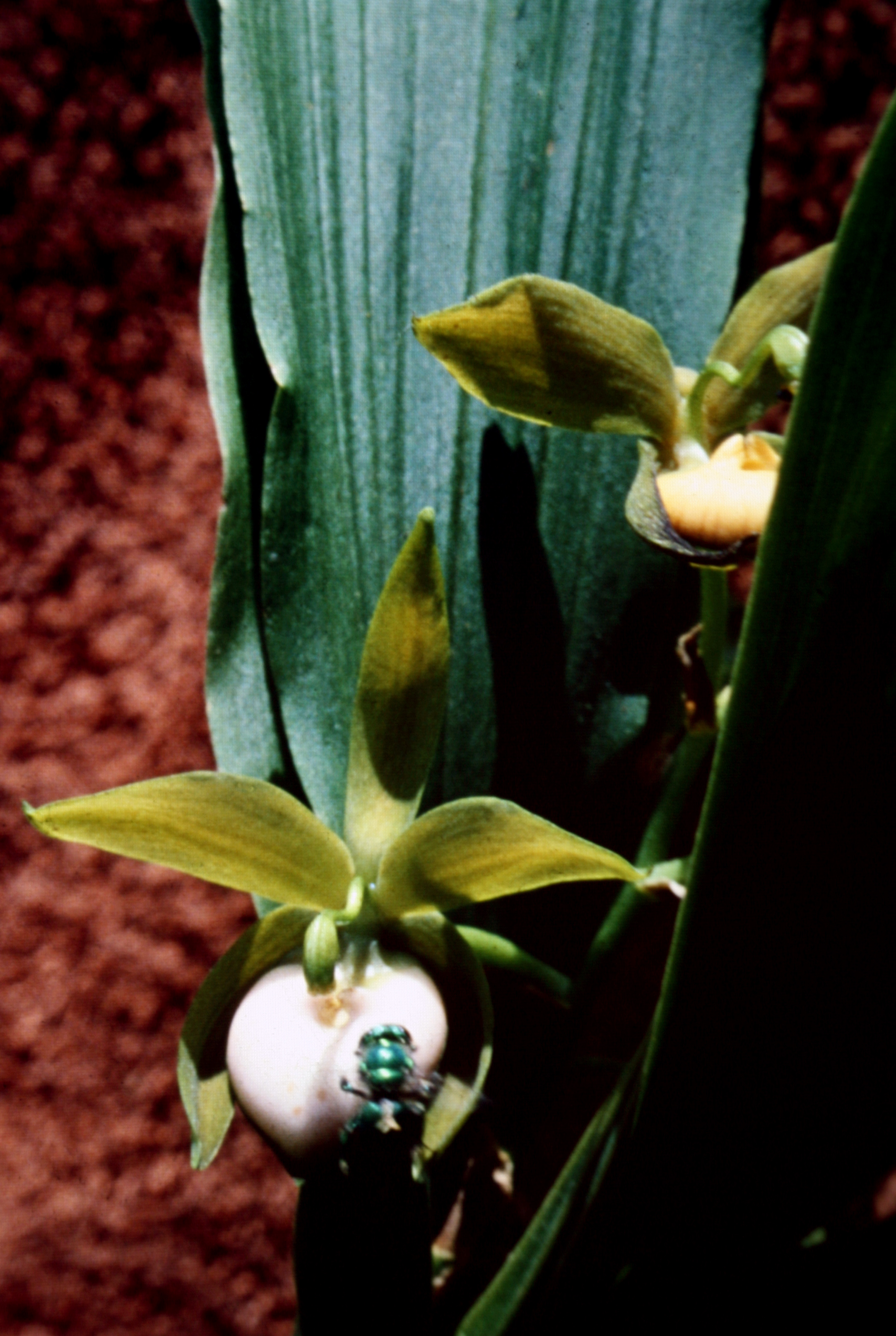
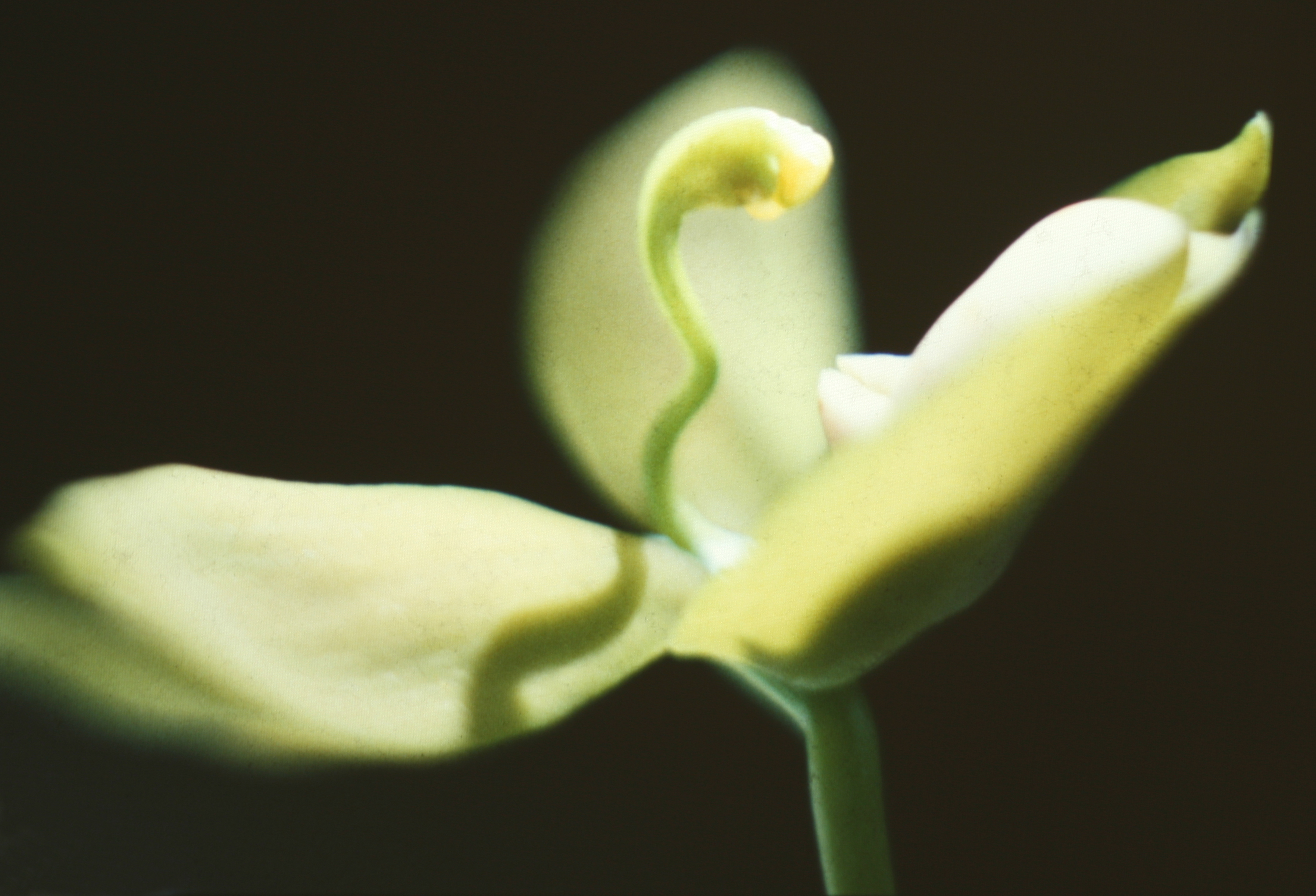
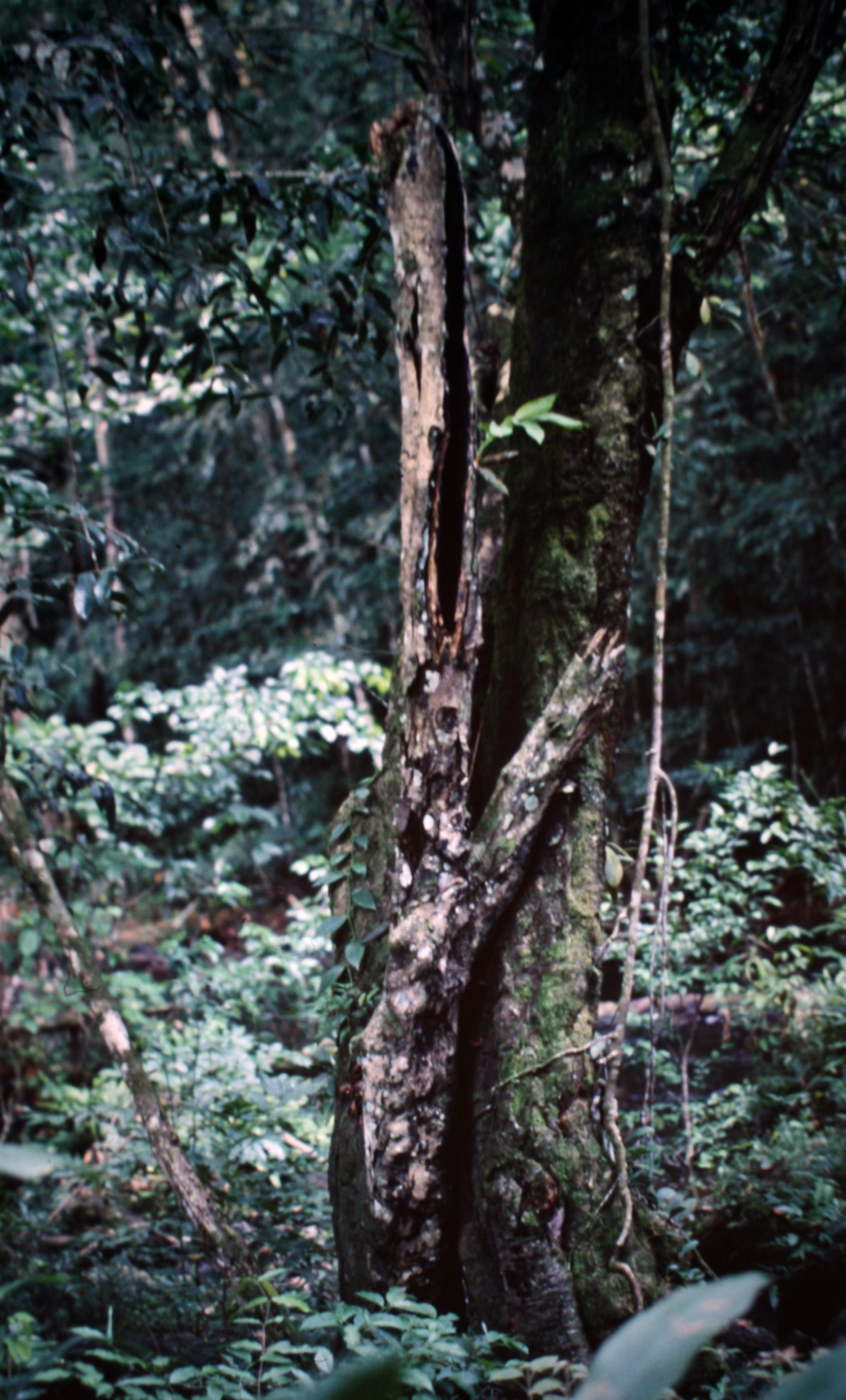
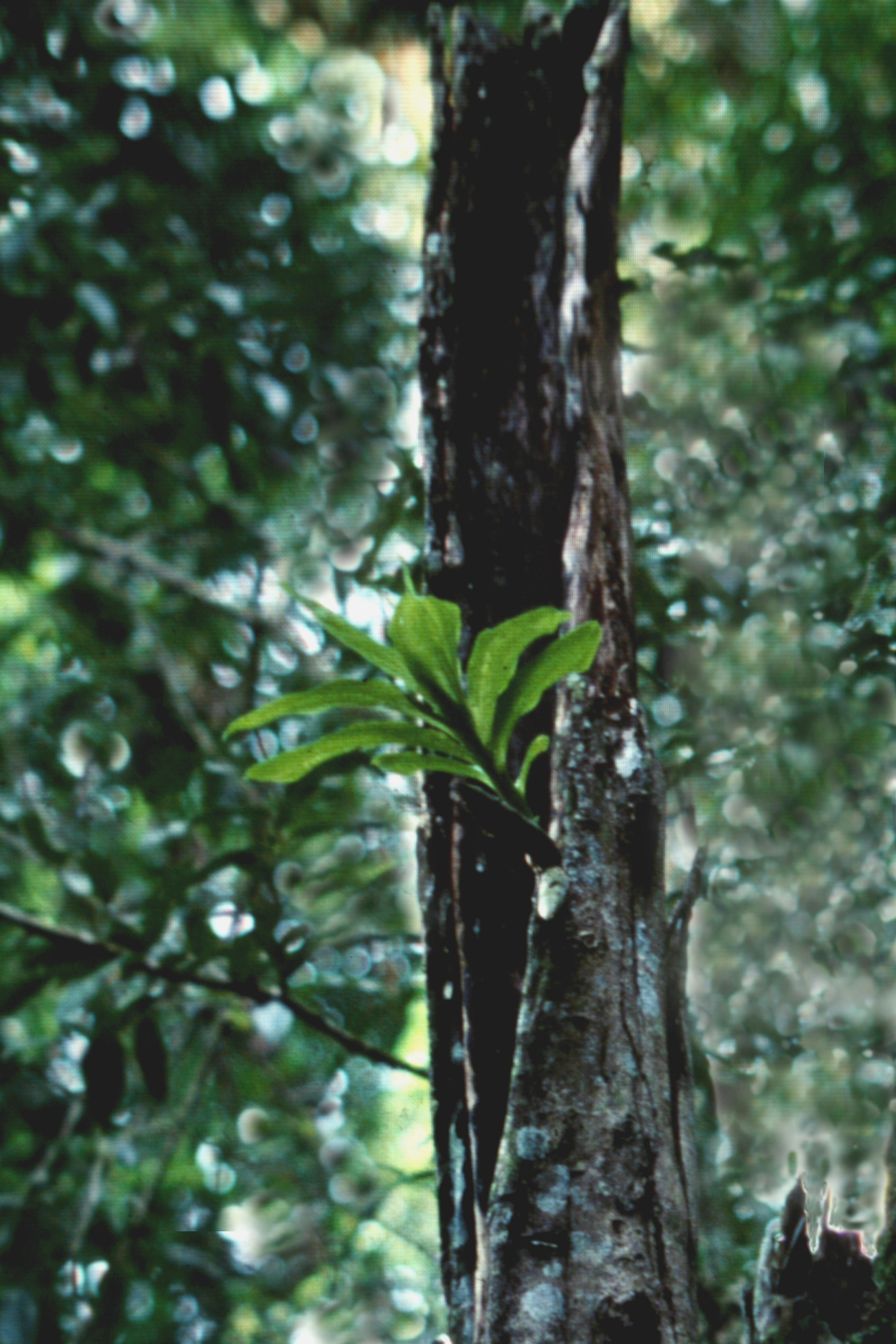